# LaRoyce Hawkins
Laroyce T. Hawkins (Harvey, Illinois; 4 de mayo de 1988) es un actor, comediante de stand up, orador y músico estadounidense. Hawkins protagoniza el drama policial Chicago PD, donde interpreta al oficial Kevin Atwater. El programa tiene diez temporadas, además tiene un papel recurrente en la serie Chicago Fire.

## Historia
Hawkins nació y se crio en Harvey, Illinois, un suburbio del sur de Chicago. Mientras Hawkins crecía, vivió con sus abuelos hasta los 13 años y les atribuye el mérito de moldear su vida y la de sus hermanos.
Hawkins asistió a la Escuela Secundaría Thornton, donde inicialmente jugó baloncesto. Influenciado por el consejo de su abuelo de "elegir lo que te hace sentir mejor", Hawkins dejó el equipo de baloncesto en el segundo año y se unió al equipo de oratoria, donde se convirtió en dos veces campeón estatal. En 2005, Hawkins ganó el título estatal en el evento de Comedia Original de la Asociación de Escuelas Secundarias de Illinois, y también quedó tercero en la competencia estatal de IHSA en Interpretación Humorística. En 2006, él y un compañero ganaron el título estatal en Actuación a dúo humorística, mientras que Hawkins también se ubicó en cuarto lugar en el estado ese año en Comedia original.

## Carrera
Hawkins asistió a la Universidad Estatal de Illinois con una beca escolar completa, donde se especializó en artes teatrales. En su primera obra universitaria, interpretó a Toledo de la producción de August Wilson, Ma Rainey's Black Bottom. Mientras estaba en la universidad, consiguió su primer papel importante en la película The Express: The Ernie Davis Story, un largometraje biográfico de Ernie Davis, que interpreta al compañero de equipo de Davis, Art Baker. Es miembro de la fraternidad Omega Psi Phi.
Antes de Chicago PD, Hawkins hizo apariciones en varias series de televisión, incluyendo Ballers de HBO, House of Payne de Tyler Perry de TBS, Underemployed de MTV y Detroit 1-8-7 de ABC.

## Filmografía

### Películas
| Año  | Título                             | Papel                   | Notas |
| ---- | ---------------------------------- | ----------------------- | ----- |
| 2008 | The Express: The Ernie Davis Story | Art Baker               |       |
| 2018 | Canal Street                       | Amari Crawford          |       |
| 2018 | Hope Springs Eternal               | Mr. Baser               |       |
| 2019 | The Killing of Kenneth Chamberlain | Kenneth Chamberlain Jr. |       |

### Cortometrajes
| Año  | Título         | Papel  | Notas |
| ---- | -------------- | ------ | ----- |
| 2011 | Reflection     | Royce  |       |
| 2013 | Google Me Love | Austin |       |

### Televisión
| Año           | Título        | Papel                 | Notas                               |
| ------------- | ------------- | --------------------- | ----------------------------------- |
| 2011          | Detroit 1-8-7 | Dorcey Gamble         | Episodio: "Ice Man/Malibu"          |
| 2012          | Underemployed | N\A                   | Episodio: "The Gig"                 |
| 2013–presente | Chicago Fire  | Oficial Kevin Atwater | Personaje recurrente (12 episodios) |
| 2014–presente | Chicago P.D.  | Oficial Kevin Atwater | Personaje principal                 |
| 2019–presente | South Side    | Michael 'Shaw' Owens  | Personaje recurrente                |
| 2019–presente | Chicago Med   | Oficial Kevin Atwater | 3 episodios                         |
| 2025          | Ironheart     | Gary Williams         | Miniserie                           |